# Ikbal Rouatbi
Ikbal Rouatbi (arabe : إقبال الرواتبي), né le 15 octobre 1978 à Sousse, est un footballeur international tunisien, devenu ensuite entraineur.
Jouant au poste de défenseur central ou libéro, il a eu une carrière assez riche (198 apparitions en Ligue 1 tunisienne) en évoluant au sein de sept clubs différents et en passant par toutes les catégories de la sélection nationale.

## Carrière

### Équipe nationale
En 1995, il fait partie des 22 joueurs sélectionnés pour la coupe d'Afrique des nations des moins de 17 ans 1995 qui se déroule au Mali. Toutefois, une blessure aux pubalgies l'empêche finalement de participer à la compétition. Il participe aux éliminatoires du tournoi des Jeux olympiques d'été de 2000. Il est sélectionné en sélection nationale en 2000 sous l'ère de l'entraîneur italien Francesco Scoglio.

### Particularités
En 1996, à l'âge de 17 ans, il participe à son premier match de la coupe de Tunisie de football avec les seniors de l'Étoile sportive du Sahel (ESS) et fait partie du groupe qui remporte la finale au stade olympique d'El Menzah contre la Jeunesse sportive kairouanaise sur le score de 2 à 1.
En 1997, il fait sa première apparition en championnat de Tunisie à l'âge de 18 ans avec les seniors de l'ESS contre l'Espérance sportive de Zarzis. La même année, lors d'un stage en Italie avec la sélection nationale olympique, il est pisté par l'équipe italienne d'Udinese et faillit signer en faveur de ce club, mais les dirigeants de l'ESS de l'époque n'ont pas voulu paraphé le contrat sous le prétexte de son jeune âge.
En 1999, lors d'un match comptant pour les huitièmes de finale de la coupe de Tunisie, alors qu'il appartient à l'époque à l'ESS et qu'il a été prêté lors de cette saison au Stade tunisien, il signe le but égalisateur face à son équipe mère, une première dans le foot tunisien, tout en ayant un comportement assez émotionnel en s'empêchant de fêter sa réalisation.
Il s'entraîne sous la direction de plusieurs coachs étrangers, notamment Jean Fernandez, lors de la saison 1998-1999, l'entraîneur italien Francesco Scoglio en sélection nationale, l'entraîneur brésilien José Dutra dos Santos et l'entraîneur algérien Mahieddine Khalef.

### Clubs
- 1996-juillet 1999 : Étoile sportive du Sahel (Tunisie)
- juillet 1999-juillet 2001 : Stade tunisien (Tunisie)
- juillet 2001-juillet 2005 : Avenir sportif de La Marsa (Tunisie)
- juillet 2005-juillet 2006 : Club sportif de Hammam Lif (Tunisie)
- juillet 2006-janvier 2007 : Étoile sportive du Sahel (Tunisie)
- janvier 2007-janvier 2009 : Club athlétique bizertin (Tunisie)
- janvier  2009-juillet 2009 : Avenir sportif de La Marsa (Tunisie)
- juillet 2009-janvier 2010 : Avenir sportif de Kasserine (Tunisie)
- janvier-juillet 2010 : Asswehly Sports Club (Libye)
- juillet 2010-janvier 2011 : Jeunesse sportive kairouanaise (Tunisie)

### Entraineur
Il entraine l'équipe de Kalâa Sport jusqu'en 2023. 

## Palmarès
- Coupe de la CAF
  - Vainqueur : 1999 (Étoile sportive du Sahel)
- Supercoupe de la CAF  :
  - Vainqueur : 1998 (Étoile sportive du Sahel)
- Coupe d'Afrique des vainqueurs de coupe :
  - Vainqueur : 1997 (Étoile sportive du Sahel)
- Championnat de Tunisie :
  - Vainqueur : 1997 (Étoile sportive du Sahel)
- Coupe de Tunisie :
  - Vainqueur : 1996 (Étoile sportive du Sahel)
  - Finaliste : 2007 (Club athlétique bizertin)
- Coupe de la Ligue tunisienne de football :
  - Vainqueur : 2000 (Stade tunisien)